# Hemilienardia calcicincta
Hemilienardia calcicincta é uma espécie de gastrópode do gênero Hemilienardia, pertencente a família Raphitomidae.